# Björnstenstjärnarna
Björnstenstjärnarna är en grupp tjärnar i Lycksele socken, belägna utmed Umeälven:
- Björnstenstjärnarna (Lycksele socken, Lappland, 721456-162368), sjö i Lycksele kommun
- Björnstenstjärnarna (Lycksele socken, Lappland, 721478-162347), sjö i Lycksele kommun
- Björnstenstjärnarna (Lycksele socken, Lappland, 721498-162330), sjö i Lycksele kommun
- Björnstenstjärnarna (Lycksele socken, Lappland, 721512-162313), sjö i Lycksele kommun